# 計軸器

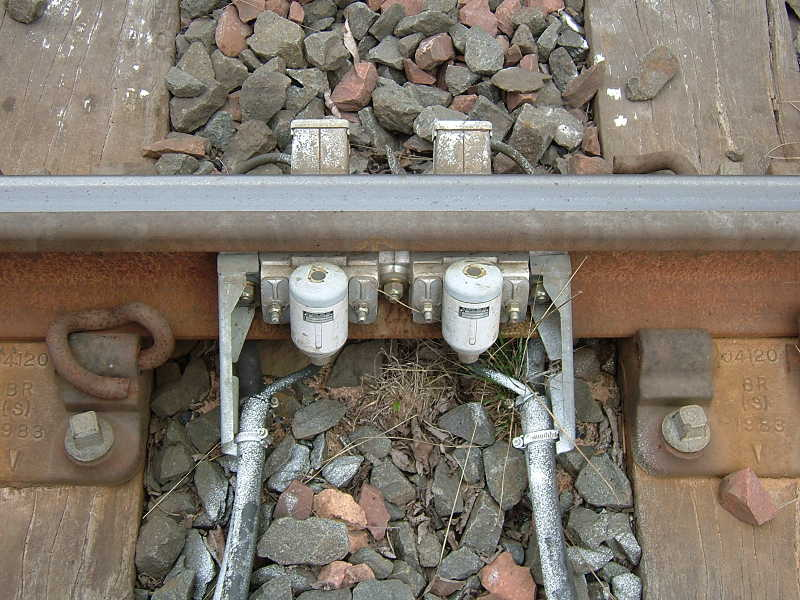
英国的計軸检测点

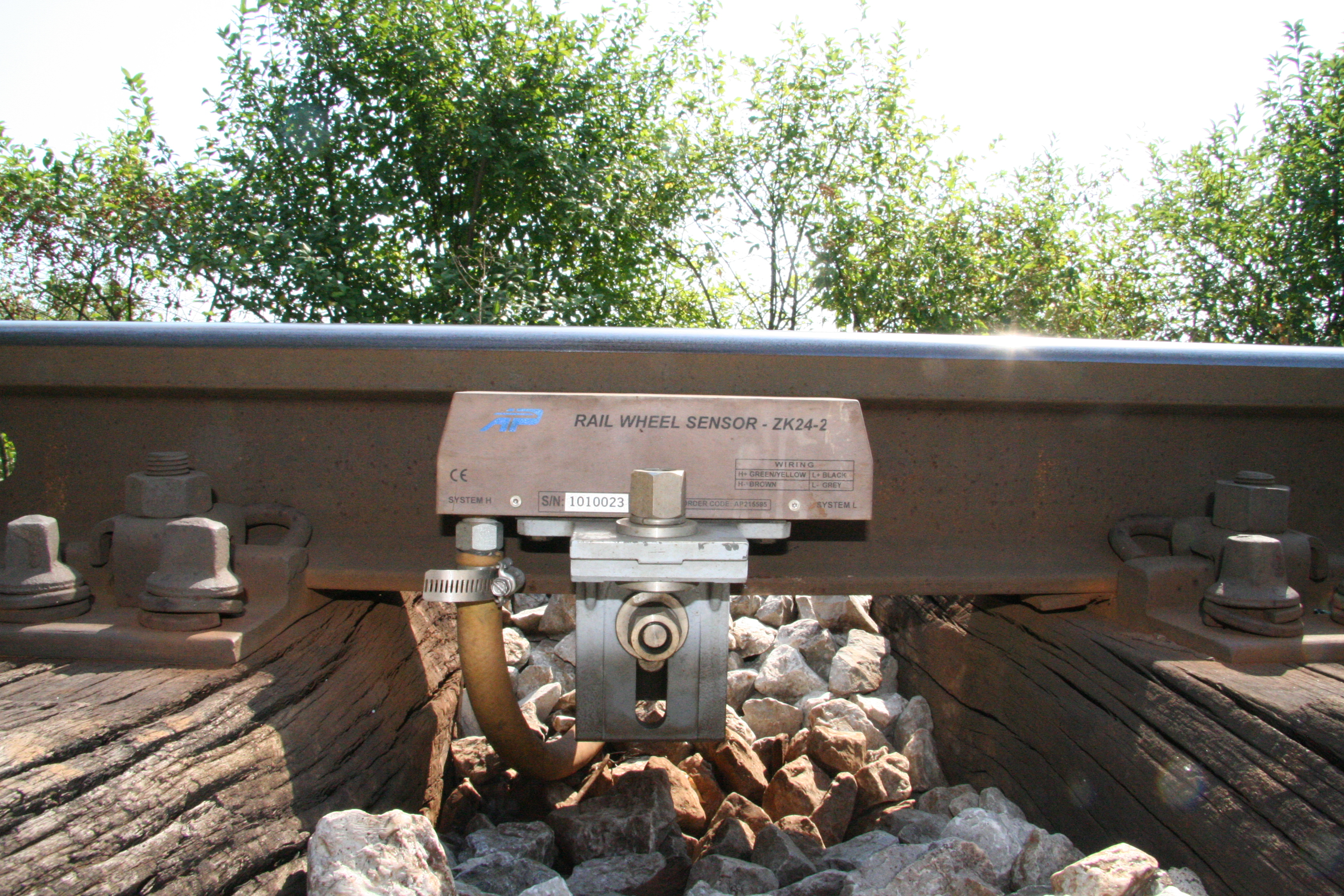
计轴器樣式

計軸器（英語：Axle Counter），是通过计算正在进入和离开该段鐵路軌道的火車的车轴，用以检测一段鐵路軌道两点之间是否被列车占用的一种铁路信号安全设备。計軸器一般由一个车轮传感器（鐵路軌道两点之間各一个）和一个计轴处理器（用于检测铁路车辆轮轴信号及监测设备故障情况）组成。与轨道电路相比，计轴器具有不受轨道路线状况影响，不需要切割轨道、加装轨道绝缘，适用于长距离轨道区段等优点。

## 概要
计轴器最初设计成类似踏板的机关，利用杠杆原理安装在轨道内侧，以接触轮轴方式进行计算。因容易出错，于19世纪末时出现的液压接触样式取代。
20世纪30年代左右，代替轨道电路作为铁路区段检查的计轴设备出现。50年代起，发展出磁触点技术。
目前計軸器搭配应用于闭塞或自动闭塞以及平交道口警告系统。
持續改進發展的現代計軸器，已經能有效的区隔出安全行车空间，防止两列火车同时位于轨道的同一区段内，确保列车之间始终有足够间距，提高铁路运输安全性及提升运能。
此装置经常与铁路平交道口连动，可以通过启动和关闭报警设备，当检测到火车的驶近时封闭平交道口以禁止行人和机动车辆通行；当火车通过后，则开启道口允许人车通过。

## 应用
中国大陆将利用计轴器实现的自动闭塞命名为“计轴自动闭塞”（英語：automatic block with axle counter） 。研发利用计轴器自动记录驶入和驶离闭塞分区的列车车轴数，完成铁路闭塞，在原本通用的概念上加上了自动化的概念研究发展。此外，英国铁路安全和标准委员会（RSSB）也將利用计轴器实现的自动闭塞技術列入該國鐵路標準中。
中国大陆的铁路单线区段约占2/3，其区间大多采用64D型继电半自动闭塞，积极发展“计轴自动所间闭塞系统”，在区间增设无人无配线线路所的方案投资少及建设周期短，效率极高。在部分路线比如以奎北铁路、乌准铁路为范例实现建设。另外，瑞士也曾于20世纪初期在部分铁路路段中运用藉由计轴器实现的自动闭塞技术。